# كارلوس إدواردو فيريرا دي سوزا
كارلوس إدواردو فيريرا دا سيلفا (بالبرتغالية: Carlos Eduardo Ferreira de Souza‏) (من مواليد 10 أكتوبر 1996) ، المعروف باسم كارلوس إدواردو، هو لاعب كرة قدم برازيلي يلعب في نادي نادي الأهرام كمهاجم.

## الروابط الخارجية
- كارلوس إدواردو فيريرا دي سوزا على موقع قاعدة بيانات كرة القدم.إي يو (الإنجليزية)
- كارلوس إدواردو فيريرا دي سوزا على موقع Soccerway.com (الإنجليزية)